# Lindra
Lindra is een geslacht van vlinders van de familie dikkopjes (Hesperiidae), uit de onderfamilie Hesperiinae.

## Soorten
- L. brasus (Mielke, 1968)
- L. howarthi Mielke, 1978
- L. procax (Draudt, 1923)
- L. simulius (Druce, 1876)
- L. vanewrighti Mielke, 1978